# Epactionotus
Epactionotus là tên của một chi cá da trơn thuộc họ Loricariidae và là chi bản địa của Nam Mĩ.

## Phân loại
Năm 1998, hai nhà ngư học tên là Roberto E. Reis và Scott A. Schaefer là hai người đầu tiên mô tả chi Epactionotus và xác định chi này có 3 loài. Chi này là thuộc bộ Otothyrini, trong phân họ Hypoptopomatini. Epactionotus thuộc một nhóm chị em, nhóm này bao gồm Eurycheilichthys, Pseudotocinclus, Microlepidogaster, Schizolecis, Otothyris và Pseudotothyris.. Năm 2004, người ta phát hiện thêm một loài thuộc chi này và đặt tên là E. yasi.

## Loài
Hiện có 4 loài được xác định là nằm trong chi này, đó là:
- Epactionotus bilineatus Reis & Schaefer, 1998
- Epactionotus gracilis Reis & Schaefer, 1998
- Epactionotus itaimbezinho Reis & Schaefer, 1998
- Epactionotus yasi Almirón, Azpelicueta & Casciotta, 2004

## Phân bố
Ba loài đầu tiên của chi này là loài đặc hữu của từng khu vực của vùng bờ biển phía nam Brazil (phần Đại Tây Dương). Riêng E. yasi thì người ta chỉ biết nó ở arroyo Lobo, một nhánh sông của sông Iguazu tại Argentina.

## Mô tả
Những loài thuộc chi này thì có kích thước nhỏ, không có cá thể nào vượt quá 4 cm. Đầu chúng có những sọc màu dọc theo chiều dọc cơ thể. Cơ thể của chúng thì có vảy cứng, ngoại trừ một vài nơi, miệng chúng nhỏ, tròn giống như cá lau kính. Chúng không có vây mỡ. E. yasi khác với các loài khác ở chỗ các tiểu huyết cầu bao quanh lỗ huyệt của nó. Râu hàm của chúng ngắn.

## Sinh thái học
Các loài thuộc chi này sống trong một môi trường giống nhau. Đó là những vùng nước cạn, sông nhỏ hoặc là kênh có đáy là đá, sỏi (có thể là cát hoặc bùn) và nước sạch với dòng chảy chậm. Nước thường có nhiệt độ thấp vào mùa đông. Ven bờ thì thường có cây hoặc cỏ và chúng thường ẩn náu tại đó. Còn E. yasi thì sống ở giữa những cái lá của những cây trên bờ rũ xuống.